# Deux de couple masculin aux Jeux olympiques d'été de 2024
Cet article traite de l'épreuve masculine. Pour la compétition féminine, voir Deux de couple féminin aux Jeux olympiques d'été de 2024.
Navigation
Tokyo 2020 Los Angeles 2028
L'épreuve masculine de deux de couple des Jeux olympiques d'été de 2024 de Paris a lieu au stade nautique olympique de Vaires-sur-Marne du 27 juillet au 1er août 2024.

## Médaillés
| Or                                            | Argent                                | Bronze                           |
| Andrei-Sebastian Cornea / Marian Enache (ROU) | Melvin Twellaar / Stef Broenink (NED) | Daire Lynch / Philip Doyle (IRL) |

## Programme
| Date                | Heure   | Tour         |
| ------------------- | ------- | ------------ |
| Samedi 27 juillet   | 09 h 00 | Séries       |
| Dimanche 28 juillet | 09 h 00 | Repêchage    |
| Mardi 30 juillet    | 09 h 30 | Demi-finales |
| Jeudi 1er août      | 09 h 30 | Finale       |

## Résultats détaillés

### Séries
Les trois premiers de chaque série sont qualifiés pour les demi-finales.
| Rang | Couloir | Rameurs                         | Pays             | Temps         | Notes |
| ---- | ------- | ------------------------------- | ---------------- | ------------- | ----- |
| 1    | 1       | Melvin Twellaar Stef Broenink   | Pays-Bas         | 6 min 14 s 13 | Q     |
| 2    | 3       | Robbie Manson Jordan Parry      | Nouvelle-Zélande | 6 min 16 s 41 | Q     |
| 3    | 2       | Sorin Koszyk Ben Davison        | États-Unis       | 6 min 16 s 48 | Q     |
| 4    | 5       | Martin Mačković Nikolay Pimenov | Serbie           | 6 min 17 s 36 | R     |
| 5    | 4       | Liu Zhiyu Adilijiang Sulitan    | Chine            | 6 min 29 s 40 | R     |

| Rang | Couloir | Rameurs                               | Pays     | Temps         | Notes |
| ---- | ------- | ------------------------------------- | -------- | ------------- | ----- |
| 1    | 4       | Andrei-Sebastian Cornea Marian Enache | Roumanie | 6 min 16 s 47 | Q     |
| 2    | 2       | Martin Helseth Kjetil Borch           | Norvège  | 6 min 22 s 36 | Q     |
| 3    | 1       | Patrik Lončarić Anton Lončarić        | Croatie  | 6 min 24 s 62 | Q     |
| 4    | 3       | Nicolò Carucci Matteo Sartori         | Italie   | 6 min 48 s 77 | R     |

| Rang | Couloir | Rameurs                           | Pays      | Temps         | Notes |
| ---- | ------- | --------------------------------- | --------- | ------------- | ----- |
| 1    | 3       | Daire Lynch Philip Doyle          | Irlande   | 6 min 13 s 24 | Q     |
| 2    | 1       | Aleix García Rodrigo Conde        | Espagne   | 6 min 16 s 17 | Q     |
| 3    | 2       | Hugo Boucheron Matthieu Androdias | France    | 6 min 18 s 69 | Q     |
| 4    | 4       | Jonas Gelsen Marc Weber           | Allemagne | 6 min 25 s 15 | R     |

### Repêchage
Les trois premières embarcations du repêchage se qualifient pour les demi-finales (Q), les autres sont éliminées.
| Rang | Couloir | Rameurs                         | Pays      | Temps         | Notes |
| ---- | ------- | ------------------------------- | --------- | ------------- | ----- |
| 1    | 3       | Martin Mačković Nikolay Pimenov | Serbie    | 6 min 31 s 54 | Q     |
| 2    | 4       | Jonas Gelsen Marc Weber         | Allemagne | 6 min 34 s 59 | Q     |
| 3    | 1       | Liu Zhiyu Adilijiang Sulitan    | Chine     | 6 min 39 s 06 | Q     |
| 4    | 2       | Nicolò Carucci Matteo Sartori   | Italie    | 6 min 43 s 83 |       |

### Demi-finales
Les trois premières embarcations de chaque demi-finale se qualifient pour la finale A (FA), les autres vont en finale B (FB).
| Rang | Couloir | Rameurs                               | Pays     | Temps         | Notes |
| ---- | ------- | ------------------------------------- | -------- | ------------- | ----- |
| 1    | 4       | Melvin Twellaar Stef Broenink         | Pays-Bas | 6 min 13 s 60 | FA    |
| 2    | 5       | Aleix García Rodrigo Conde            | Espagne  | 6 min 14 s 91 | FA    |
| 3    | 3       | Andrei-Sebastian Cornea Marian Enache | Roumanie | 6 min 15 s 73 | FA    |
| 4    | 6       | Martin Mačković Nikolay Pimenov       | Serbie   | 6 min 17 s 35 | FB    |
| 5    | 1       | Liu Zhiyu Adilijiang Sulitan          | Chine    | 6 min 38 s 82 | FB    |
| 6    | 2       | Patrik Lončarić Anton Lončarić        | Croatie  | 6 min 49 s 51 | FB    |

| Rang | Couloir | Rameurs                           | Pays             | Temps         | Notes |
| ---- | ------- | --------------------------------- | ---------------- | ------------- | ----- |
| 1    | 4       | Daire Lynch Philip Doyle          | Irlande          | 6 min 13 s 14 | FA    |
| 2    | 2       | Sorin Koszyk Ben Davison          | États-Unis       | 6 min 14 s 19 | FA    |
| 3    | 3       | Robbie Manson Jordan Parry        | Nouvelle-Zélande | 6 min 14 s 30 | FA    |
| 4    | 1       | Jonas Gelsen Marc Weber           | Allemagne        | 6 min 17 s 69 | FB    |
| 5    | 6       | Hugo Boucheron Matthieu Androdias | France           | 6 min 19 s 35 | FB    |
| 6    | 5       | Martin Helseth Kjetil Borch       | Norvège          | 6 min 20 s 27 | FB    |

### Finales
| Rang                                | Couloir | Rameur                                | Pays             | Temps         | Notes |
| ----------------------------------- | ------- | ------------------------------------- | ---------------- | ------------- | ----- |
| Médaille d'or, Jeux olympiques      | 1       | Andrei-Sebastian Cornea Marian Enache | Roumanie         | 6 min 12 s 58 |       |
| Médaille d'argent, Jeux olympiques  | 4       | Melvin Twellaar Stef Broenink         | Pays-Bas         | 6 min 13 s 92 |       |
| Médaille de bronze, Jeux olympiques | 3       | Daire Lynch Philip Doyle              | Irlande          | 6 min 15 s 17 |       |
| 4                                   | 5       | Sorin Koszyk Ben Davison              | États-Unis       | 6 min 17 s 02 |       |
| 5                                   | 2       | Aleix García Rodrigo Conde            | Espagne          | 6 min 20 s 59 |       |
| 6                                   | 6       | Robbie Manson Jordan Parry            | Nouvelle-Zélande | 6 min 21 s 44 |       |

| Rang | Couloir | Rameur                            | Pays      | Temps         | Notes |
| ---- | ------- | --------------------------------- | --------- | ------------- | ----- |
| 7    | 4       | Martin Mačković Nikolay Pimenov   | Serbie    | 6 min 13 s 85 |       |
| 8    | 5       | Hugo Boucheron Matthieu Androdias | France    | 6 min 15 s 28 |       |
| 9    | 3       | Jonas Gelsen Marc Weber           | Allemagne | 6 min 17 s 07 |       |
| 10   | 6       | Martin Helseth Kjetil Borch       | Norvège   | 6 min 17 s 51 |       |
| 11   | 2       | Liu Zhiyu Adilijiang Sulitan      | Chine     | 6 min 21 s 98 |       |
| 12   | 1       | Patrik Lončarić Anton Lončarić    | Croatie   | 6 min 26 s 04 |       |